# Brunehaut (brasserie)
Pour les articles homonymes, voir Brunehaut.
La brasserie Brunehaut est située à Rongy, village de la commune de Brunehaut en Belgique.

## Historique
En 1890, pendant la période prospère qui suit la révolution industrielle en Belgique, ces recettes permettent à la bière de l'abbaye de Saint-Martin de ressusciter à la brasserie Brunehaut. Ce sont plus de quarante bières qui verront ensuite le jour à la brasserie de Brunehaut au cours du siècle suivant. En 1990, la capacité de la brasserie double grâce à la nouvelle salle de brassage construite à 2 km du site d'origine, dans un bâtiment flambant neuf.
En 2007, Marc-Antoine De Mees rachète la brasserie, après sa mise en faillite. Celui-ci a voulu faire en sorte que l'impact environnemental de sa production soit la plus minime possible, avec une utilisation raisonné de la consommation d'eau,.
Le 8 juin 2023, la brasserie Léopold 7 et Brunehaut officialisent leur rapprochement,.
En 2024, la brasserie lance une nouvelle bière, celle-ci est sans alcool une première pour la Wallonie picarde,.

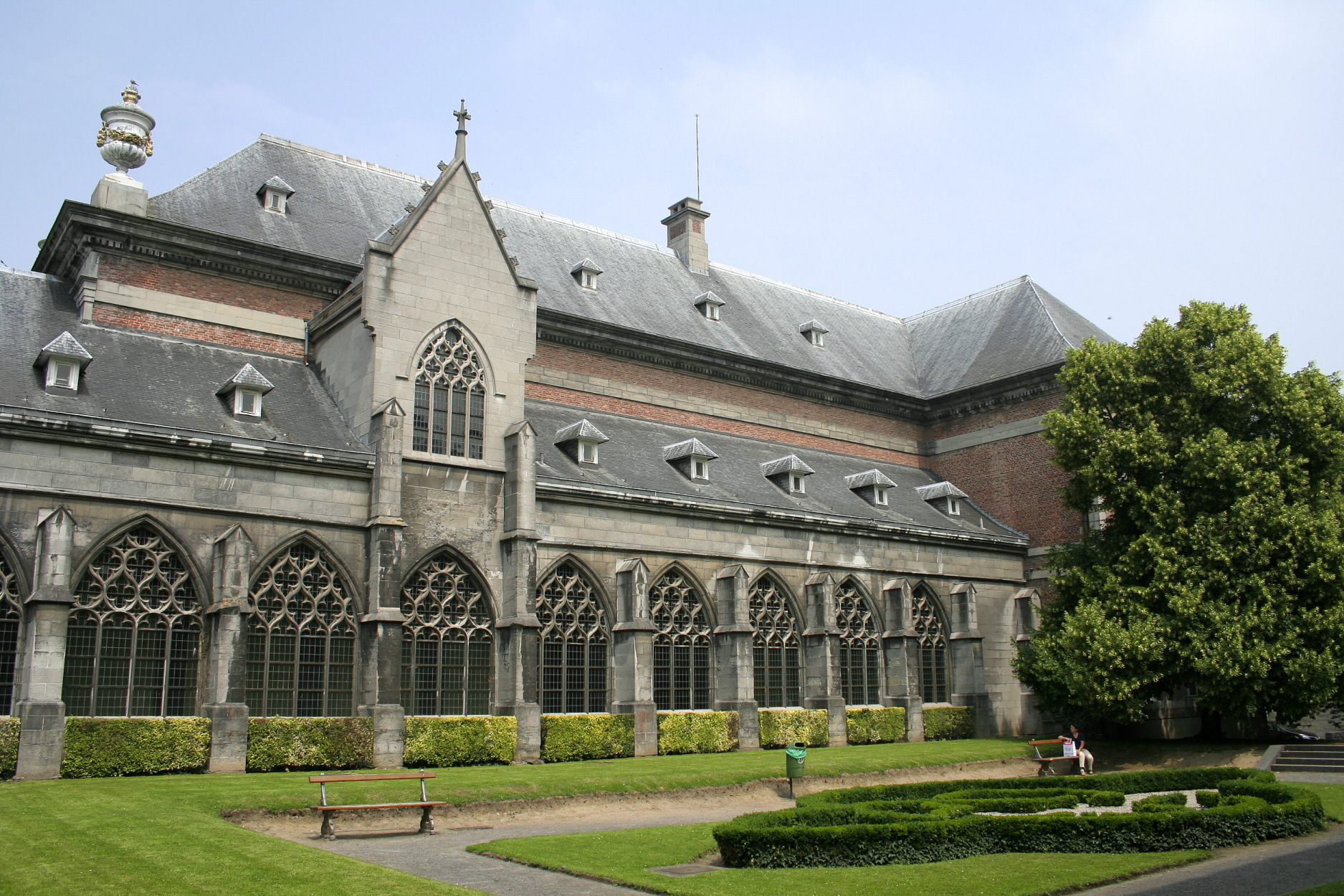
Abbaye de Saint-Martin

## Récompenses, Festivals et visite de la brasserie

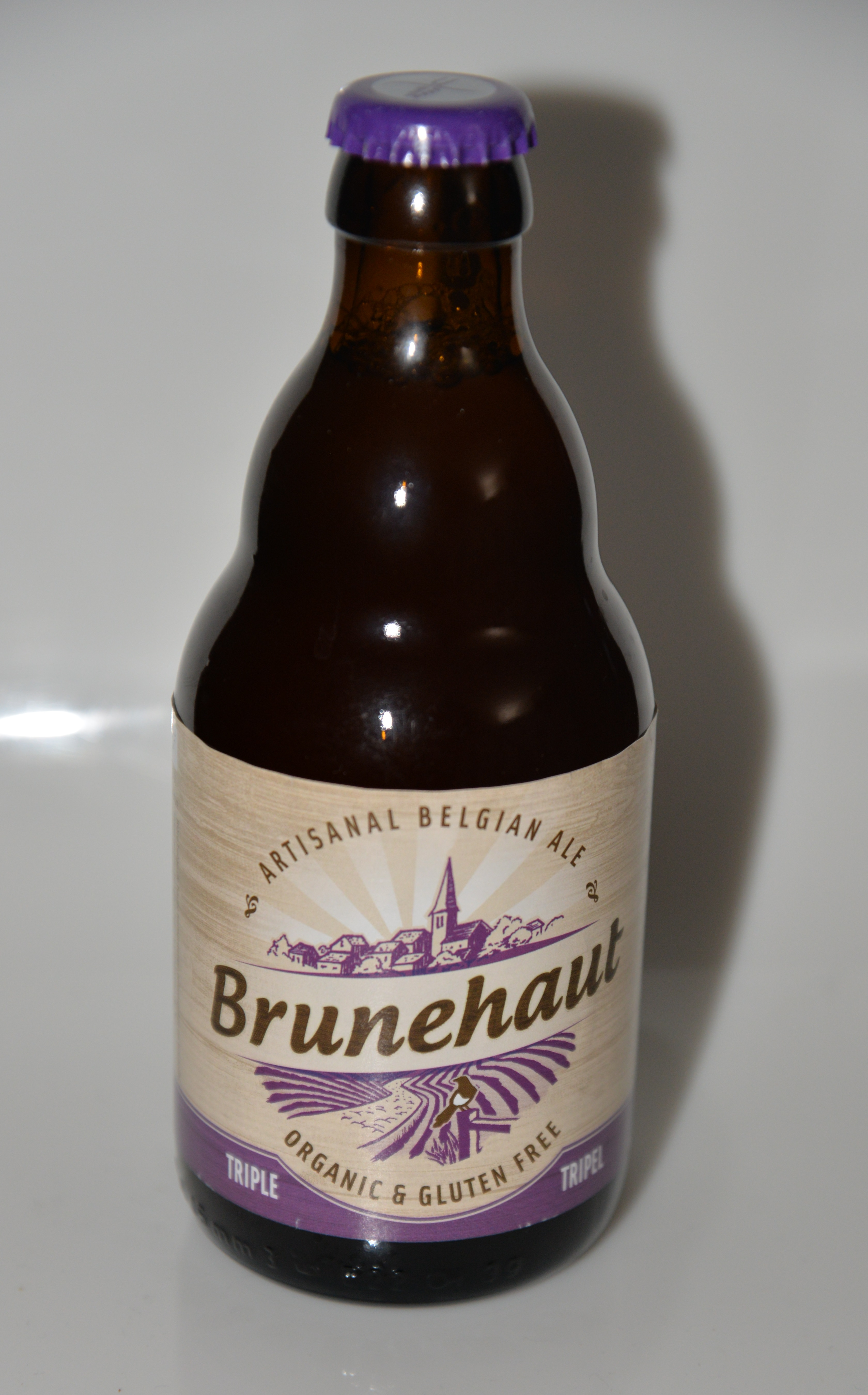
La bière belge triple de marque Brunehaut.

2007 et 2008 furent deux années de récompenses pour la brasserie Brunehaut : l'abbaye de Saint-Martin blonde et brune remportèrent 2 médailles d'argent et de bronze à Chicago en 2007. La Mont-St-Aubert gagne la médaille d'argent à la « World Beer Cup » en 2008 (États-Unis) ainsi que la « 2008 Australian International Beer Award » (Melbourne - Australie),,,. En 2009, l'abbaye de Saint-Martin Triple récidive en Australie avec une médaille de bronze.
La brasserie Brunehaut est membre de la Confédération Belge des Brasseurs de Belgique.
En 2021, la brasserie obtient la certification B Corp,,.

## Emballage et distribution
La brasserie Brunehaut commercialise ses produits en bouteilles capsulées de 33 cl ou bouchonnées de 75 cl à travers l'Europe, l'Asie, l'Amérique du Nord et du Sud et l'Australie. La brasserie Brunehaut commercialise également ses bières en fût inox de 20 litres.

## Galeries

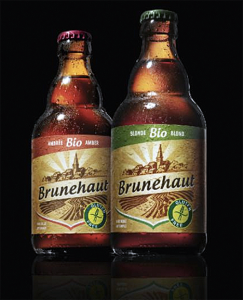
Bières sans gluten
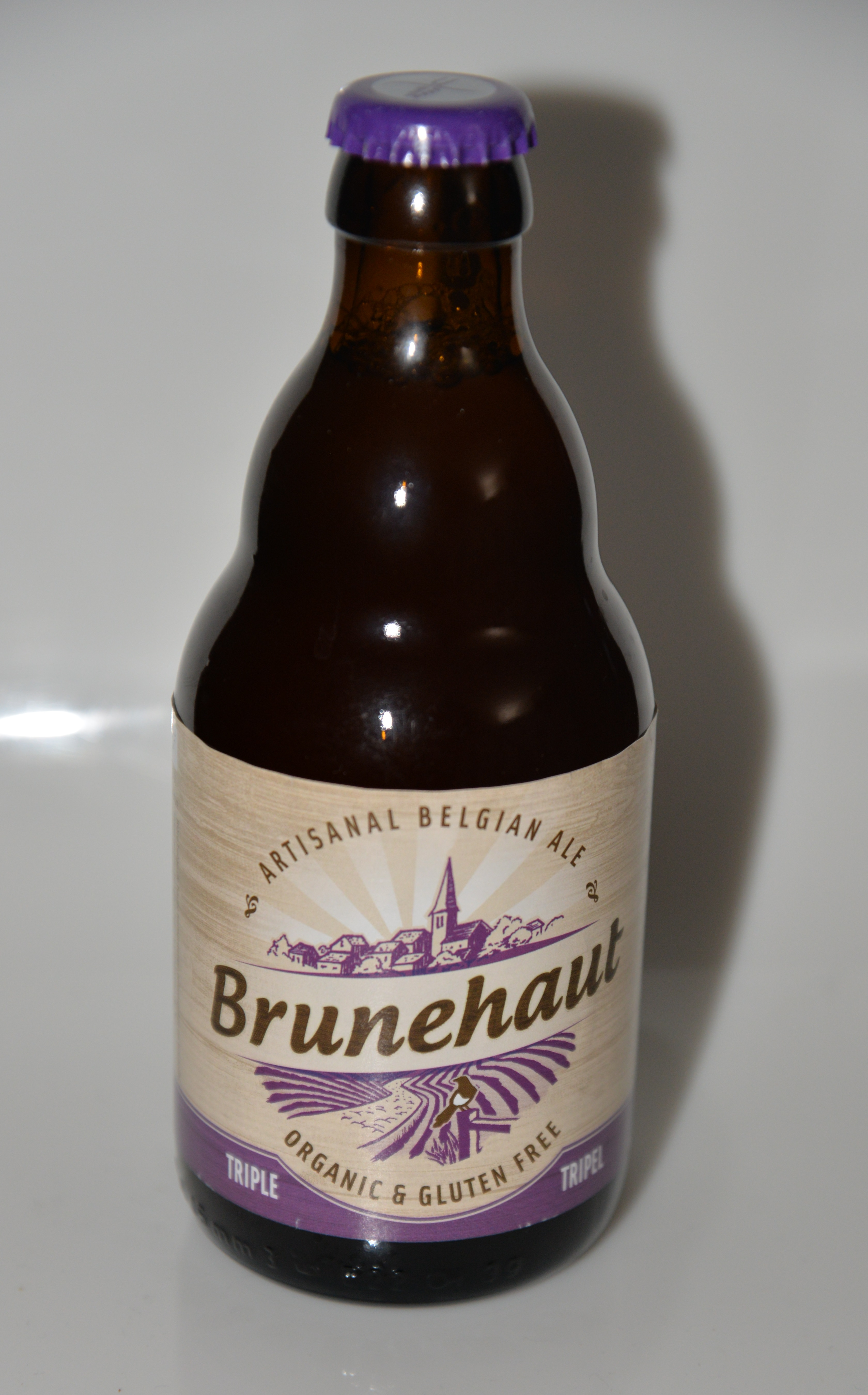
Bière triple
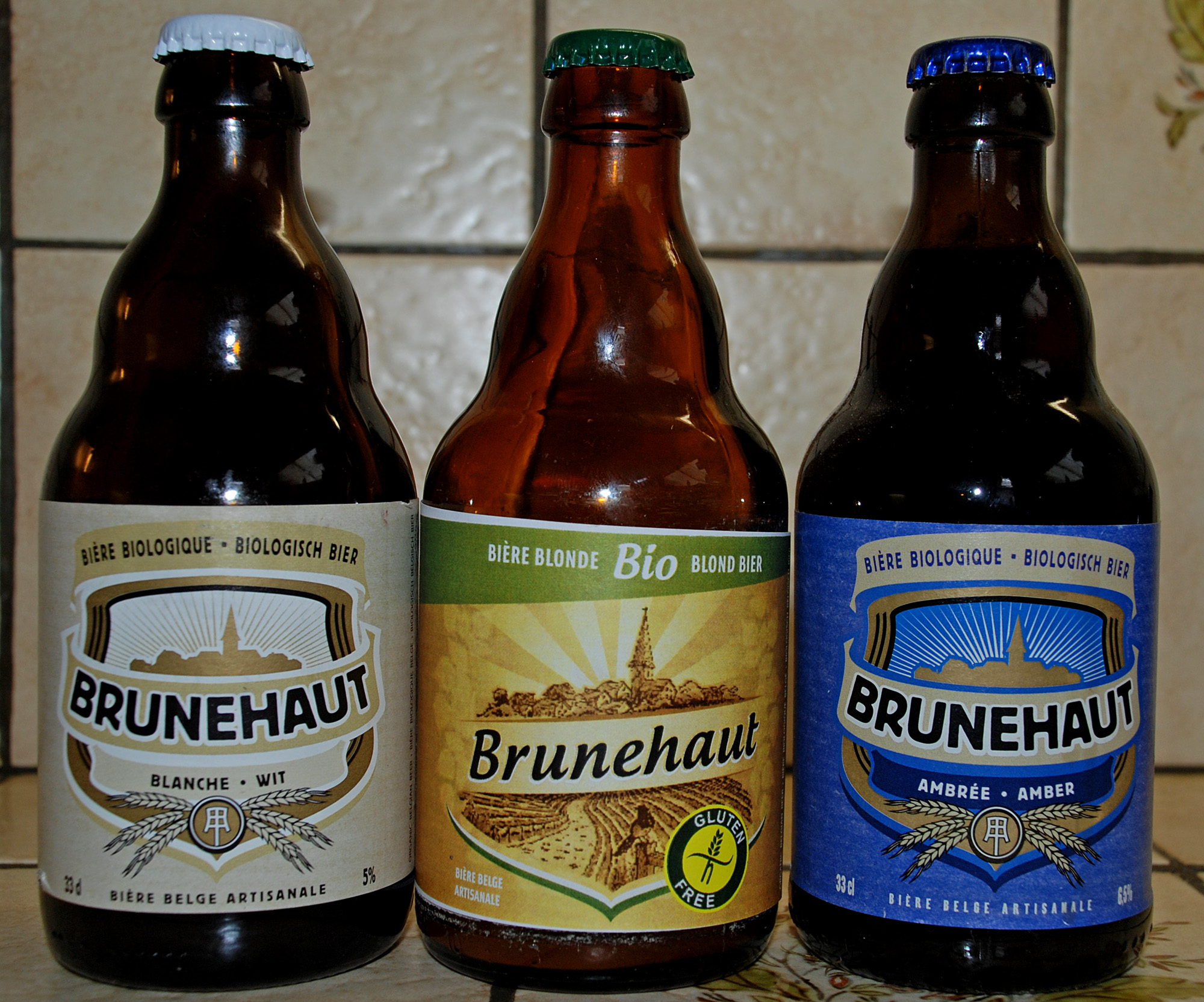
Bières blanche, blonde et ambrée bio
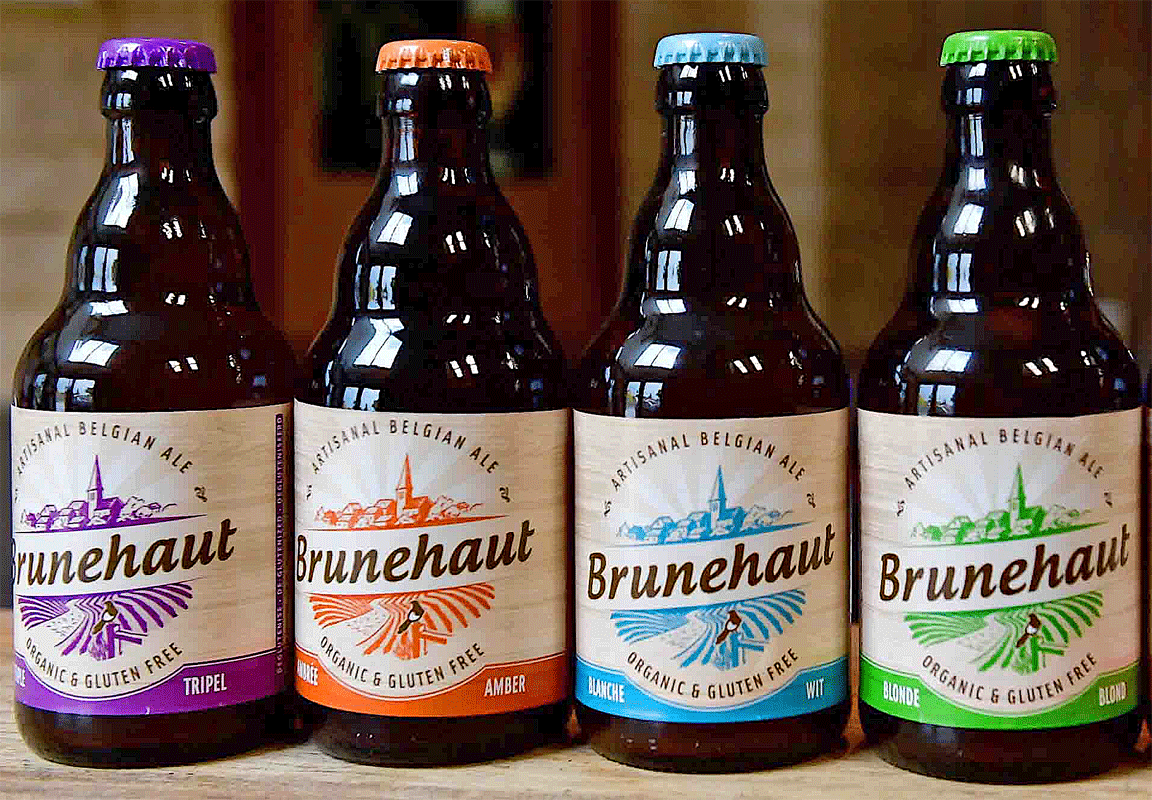
Plusieurs bières sans gluten